# Oliver Selfridge

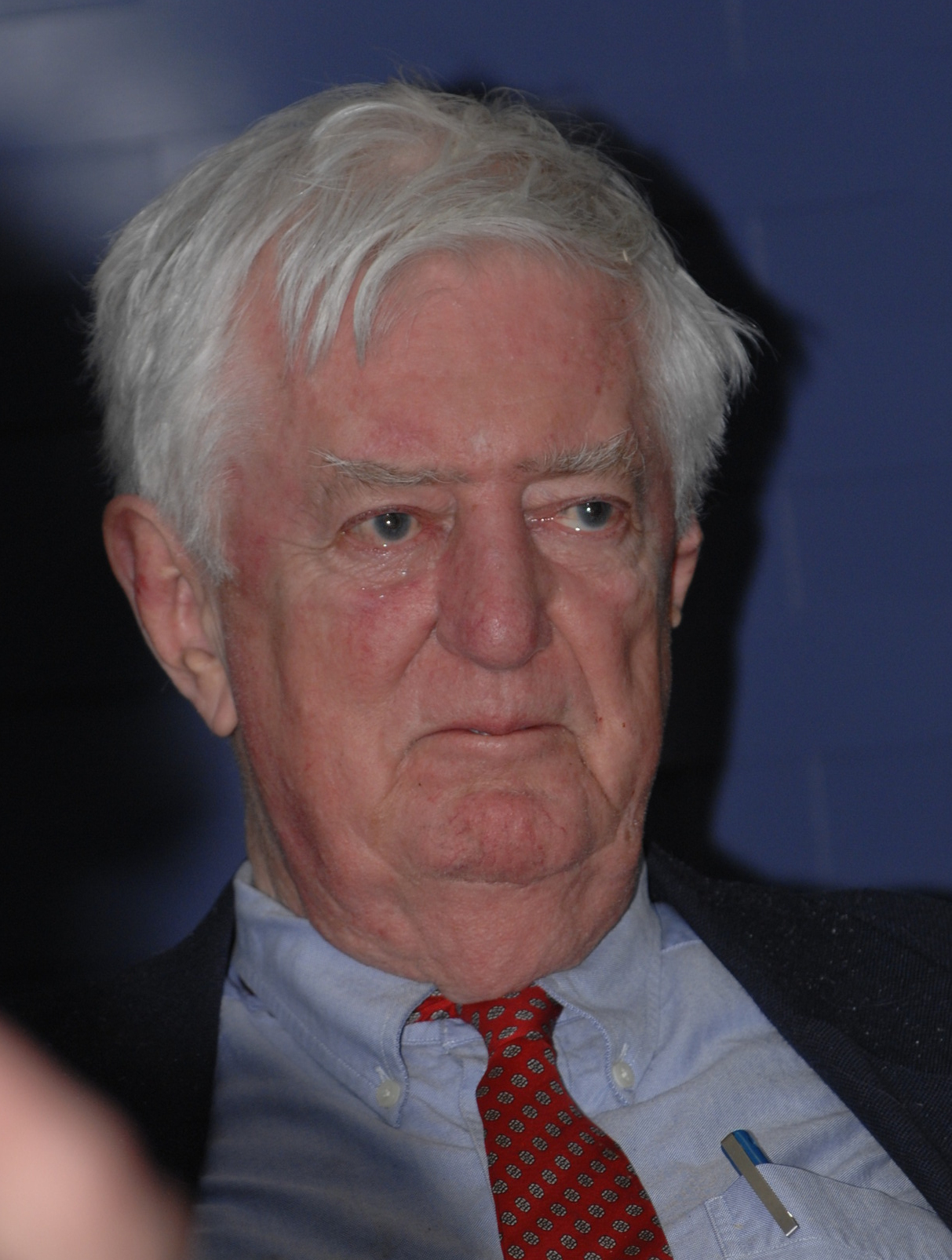
Oliver Selfridge, 2008

Oliver Gordon Selfridge (* 10. Mai 1926 in London; † 3. Dezember 2008 in Boston) war ein britischer Pionier der Künstlichen Intelligenz.
Selfridge war der Enkel des Handelskettengründers Harry Gordon Selfridge, den er aber nie traf (sein Vater heiratete eine Angestellte bei Selfridge und hielt die Ehe geheim). Die Familie verlor in der Weltwirtschaftskrise die Kontrolle über das Handelsunternehmen. Selfridge besuchte das Malvern College in England und, nachdem die Familie gegen Anfang des Zweiten Weltkriegs in die USA gezogen war, die Middlesex School in Concord in Massachusetts. Er studierte Mathematik am Massachusetts Institute of Technology mit dem Bachelor-Abschluss 1945. Seinen Wehrdienst leistete er bei der US Navy. Danach studierte er bei Norbert Wiener am MIT, vollendete nie seine Doktorarbeit, schrieb aber wichtige frühe Arbeiten über Mustererkennung, neuronale Netzwerke und Maschinenlernen.
Eine einflussreiche Arbeit von 1958 (Pandemonium: a paradigm for learning) beschrieb Netzwerke von Agenten (Dämonen genannt) zur Mustererkennung und zur Imitation der Arbeitsweise des Gehirns, wo Dämonen spezialisierten Nervenzellen entsprechen, die verschiedenen Aufgaben der Mustererkennung entsprechen (Feature Demons für die Erfassung einer spezifischen Eigenschaft, Cognitive Demons für die Informationszusammenführung, Decision Demons für Entscheidungen). 1956 gehörte er mit den beiden Pionieren der KI Marvin Minsky und John McCarthy vom MIT zu den Organisatoren der Dartmouth Conference, die das Gebiet der Künstlichen Intelligenz mit begründete. In den 1960er Jahren war er Associate Director von Project MAC am MIT (geleitet von J. C. R. Licklider), wo unter anderem Time Sharing entwickelt wurde. In dieser Zeit war er meist am Lincoln Laboratory des MIT. Danach war er beim Unternehmen Bolt Beranek and Newman und ab 1983 Chefwissenschaftler der Telefongesellschaft GTE Corporation. 1993 ging er in den Ruhestand.
Seit den 1950er Jahren war er Berater in Fragen der nationalen Sicherheit der USA, unter anderem im President’s Foreign Intelligence Advisory Board und 20 Jahre im Scientific Advisory Board der National Security Agency.
J. C. R. Licklider und Robert W. Taylor bauten Ideen von Selfridge in ihrem einflussreichen Aufsatz The Computer as a Communication Device von 1968 aus und nannten eine frühe Idee eines intelligenten persönlichen Assistenten darin Oliver (für On-line interactive vicarious expeditor and responder und zu Ehren von Selfridge).
Selfridge schrieb auch Kinderbücher (Sticks, Fingers Come In Fives, All About Mud, Trouble With Dragons). Er war zweimal verheiratet (beide Ehen wurden geschieden) und hatte vier Kinder.